# Антонович Адам Іванович
Адам Іва́нович Антоно́вич (20 вересня 1908, м. Сколе, нині Львівська область — 27 січня 1992, м. Чикаго, США) — український педагог, редактор, громадський діяч.

## Життєпис
Народився 20 вересня 1908 року в місті Сколе, де працював його батько Іван, житель повітового міста Долини. Мав четверо братів : Богдан, Євген, Андрій та Мирослав (відомий співак, хоровий диригент та музикознавець).
Невдовзі повернувся з батьками до Долини. Навчався у польській гімназії ім. Красінського, проводив заняття для членів Долинського українського «Сокола». 
Вищу освіту здобув у Львівському університет, вивчав давню історію та фізичне виховання.
Був настоятелем Інституту св. Йосафата при Малій семінарії у Львові. Став членом організації Католицької асоціації української молоді «Орли», де займався фізичним вихованням і організацією таборів. 
Мобілізований польською владою на початку 2-ї Світової війни, потрапив до німецького полону, утримувався в таборі Люксенвальде під Берліном. Був звільнений та працював уителем 
української гімназії в Холмі, займав посаду референта молоді при місцевому Українському допороговому комітеті (1939–1941), був провідником таборів молоді в Карпатах (1940–1941).
Після закінчення війни перебував у таборах переміщених осіб, разом з дружиною Марією викладав у гімназії в Карсфельді (Німеччина).
У грудні 1949 року переїхав до Чикаго (США). Довгий період біймав посаду голови товариства Української учительської громади, у 1960–1970 працював директором найбільшої в українській діаспорі Школи українознавства «Рідна Школа».
Редактор і видавець журналу «Екран» (1975–1990), де публікувалися статті про музичне життя України й діаспори. Голова товариства «Бойківщина» та Літературного фонду ім. І. Франка в м. Чикаго, який нагороджував вітчизняних письменників і поетів в Україні й діаспорі.
Помер 27 січня 1992 у Чикаго, де й похований.